# Luhasoo

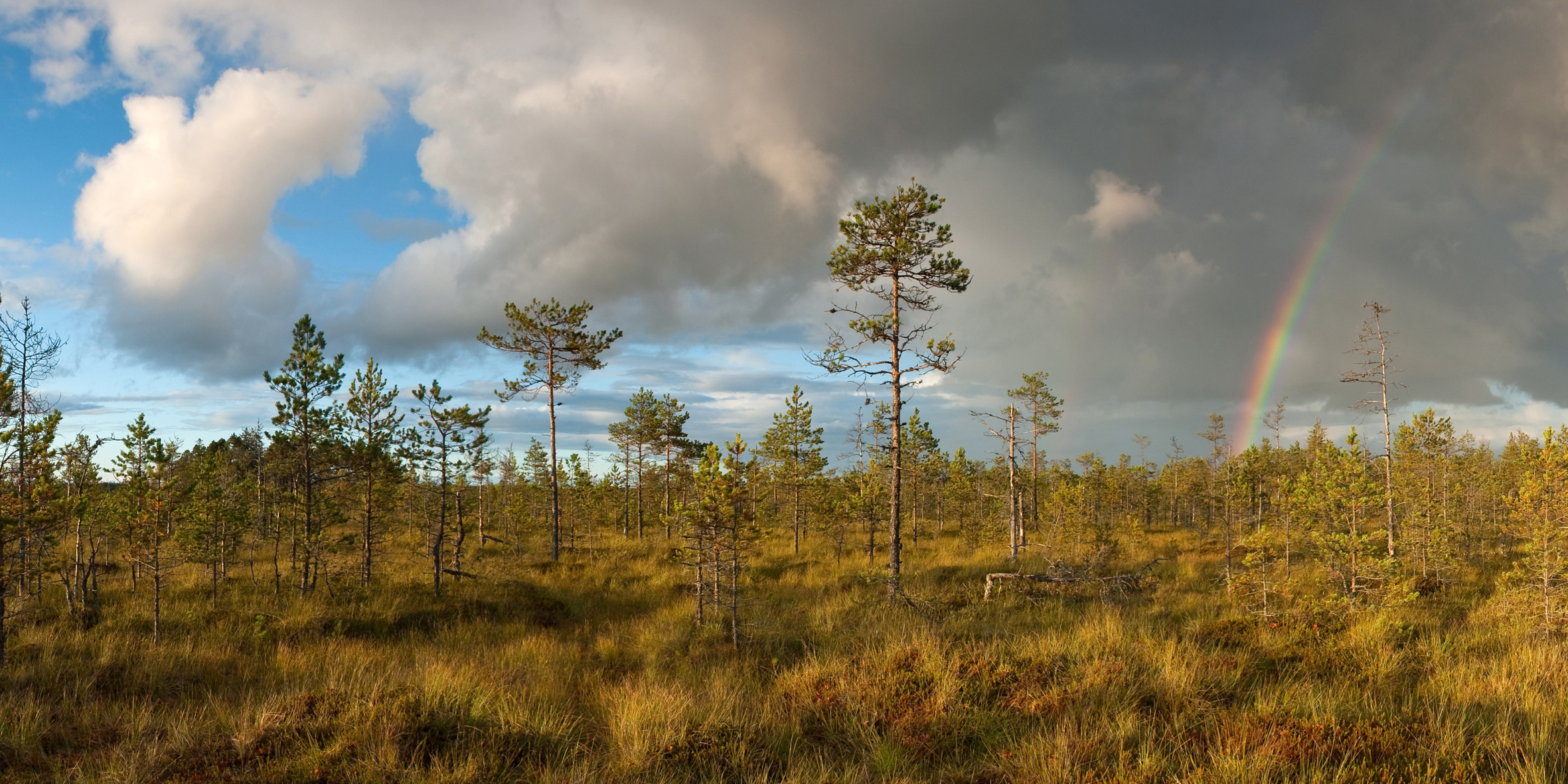
A Luhasoo láp

A Luhasoo láp Észtország déli részén, az észt–lett határon, Võru megye Rõuge Községben. Ismert még Vanamõisa soo és Kellamäe soo néven is.
A láp területe 1546 hektár, a tőzegrétegének vastagsága 4–5 m. Felszínén az egykori tóból visszamaradt három kisebb láptó (Mustjärv, Tiksijärv, Püksijärv) helyezkedik el.
A láp 916 hektáros területe 1981 óta a Luhasoo Tájvédelmi Körzet része.